# ألكسندر مارشينكو
ألكسندر مارشينكو (3 فبراير 1996 بكراسنودار في روسيا - ) هو لاعب كرة قدم روسي في مركز الدفاع. لعب مع نادي كراسنودار وFC Krasnodar-2 ‏ وFC Chernomorets Novorossiysk ‏.